# Лі Вільямсон
Лі Вільямсон (англ. Lee Williamson; нар. 7 червня 1982, Дербі) — ямайський футболіст, півзахисник.
Виступав, зокрема, за клуб «Шеффілд Юнайтед», «Блекберн Роверз», а також національну збірну Ямайки.

## Клубна кар'єра
У дорослому футболі дебютував 1999 року виступами за команду клубу «Менсфілд Таун», в якій провів п'ять сезонів.
Згодом з 2004 по 2009 рік грав у складі команд клубів «Нортгемптон Таун», «Ротергем Юнайтед», «Вотфорд» та «Престон Норт-Енд» (на правах оренди).
Своєю грою за останню команду привернув увагу представників тренерського штабу клубу «Шеффілд Юнайтед», до складу якого приєднався 2009 року. Відіграв за команду з Шеффілда наступні три сезони своєї ігрової кар'єри. Більшість часу, проведеного у складі «Шеффілд Юнайтед», був основним гравцем команди.
Протягом 2012—2013 років захищав кольори команди клубу «Портсмут».
До складу клубу «Блекберн Роверз» приєднався 2013 року. За три сезони відіграв за команду з Блекберна 79 матчів в національному чемпіонаті.
З 2016 по 2017 виступавав за «Бартон Альбіон».

## Виступи за збірну
2015 року дебютував в офіційних матчах у складі національної збірної Ямайки. Провів у формі головної команди країни 9 матчів.
У складі збірної був учасником розіграшу Кубка Америки 2016 року в США.